# Philhygra clemens
Philhygra clemens är en skalbaggsart som beskrevs av Thomas Casey 1910. Philhygra clemens ingår i släktet Philhygra och familjen kortvingar. Inga underarter finns listade i Catalogue of Life.